# Aeroflotske
Aeroflotske (în ucraineană Аерофлотське) este o așezare de tip urban din orașul regional Simferopol, Republica Autonomă Crimeea, Ucraina. În afara localității principale, nu cuprinde și alte sate.

## Demografie
Componența lingvistică a așezării de tip urban Aeroflotske
     Rusă (94,65%)
     Ucraineană (3,82%)
     Alte limbi (1,02%)
Conform recensământului din 2001, majoritatea populației așezării de tip urban Aeroflotske era vorbitoare de rusă (94,65%), existând în minoritate și vorbitori de ucraineană (3,82%).